# Brun sikelvinge
Brun sikelvinge (Drepana curvatula) är en fjärilsart som beskrevs av Moritz Balthasar Borkhausen 1790. Brun sikelvinge ingår i släktet Drepana och familjen sikelvingar. Enligt den svenska rödlistan är arten nära hotad i Sverige. Arten förekommer i Götaland inklusive Öland och Gotland, Svealand och Nedre Norrland. Artens livsmiljö är skogslandskap, jordbrukslandskap. Inga underarter finns listade i Catalogue of Life.

## Bildgalleri

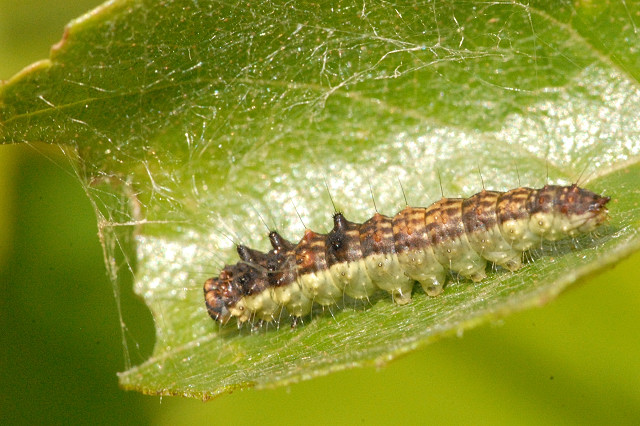